# Вечный Дозор
«Ве́чный Дозо́р» — роман российского писателя-фантаста Сергея Лукьяненко, седьмой (и декларируемый как последний) из серии произведений, рассказывающих о вымышленном мире Иных. Роман по состоянию на август 2024 года находится в стадии написания; автором в сеть выложены пролог и первая глава.

## Сюжет
Действие романа разворачивается в современной Москве.
Какие нынче оборотни пошли культурные! Просто удивительно, как похорошела Москва при Собянине
На протяжении пяти лет бывший Высший Светлый маг Антон Сергеевич Городецкий безуспешно пытается привыкнуть к обычной жизни. Да, он герой, легенда Иных, «почётный пенсионер». За него искренне болеют душой и глава Ночного Дозора Пресветлый Гесер, и глава Дневного Дозора Претёмный Завулон. Его поддерживают, снабжают, окружают заботой и вниманием, тщательно охраняют и Светлые, и Тёмные. Это уже не просто уважение — это пиетет, граничащий с поклонением, с культом; в здании московского Ночного Дозора даже работает «Мемориальный кабинет-музей почётного Иного Антона Городецкого».
Но он теперь человек. Даже хуже, он — «горячий» человек. Если Иные имеют по сравнению с нормальными людьми пониженную «магическую температуру» и за счёт этого могут аккумулировать поступающий извне избыток Силы и перенаправлять её, то Городецкий магически «разогрет» много сильнее обычных людей, он продуцирует Силу в невероятных количествах — Иные подпитываются от него за несколько минут, выработанные «в ноль» амулеты заряжаются почти мгновенно. Некоторым Иным просто опасно к нему приближаться; вампир или оборотень средней силы, попытавшийся укусить Антона, скорее всего, умрёт на месте в страшных мучениях. Даже его семья фактически развалилась, не вынеся последних испытаний:
…Теперь я – воскресный папа. Я прихожу к ним вечером в субботу и ухожу вечером в воскресенье. Это мои девочки способны выдержать. Если прихожу вечером в пятницу, то к воскресенью они уже на взводе. Мы проверяли, экспериментировали и поняли, что сутки в неделю – это максимум дозволенного.

На самом деле не так уж и плохо, если сравнивать с альтернативой, в которой я мёртв. Верно?
На трамвайной остановке обнаружено тело молодого оборотня. Через несколько минут после того, как с ним говорил Антон. Убит он заговорённым женой ножом Городецкого, смертельным для низших Тёмных — о чём, кстати, сам Антон и не подозревал. Сложная комбинация? Месть? Случайность? На кого направлен коварный удар, да и был ли он? Чтобы во всём разобраться, легендарный Светлый дозорный Антон Городецкий после пятилетней почётной отставки возвращается на работу, в оперативный отдел Ночного Дозора.
Пять лет просидел, себя жалея и восхищаясь своим героизмом, позорище!
Да, он не Иной, но ум, опыт и сила духа почти прежние; как говорит он сам: «…Ещё живой, злой и даже временами умный». К тому же Пресветлый Гесер дал ему в помощь напарника — самого неожиданного, но, вероятно, самого удачного из всех возможных…

## Создание и издание

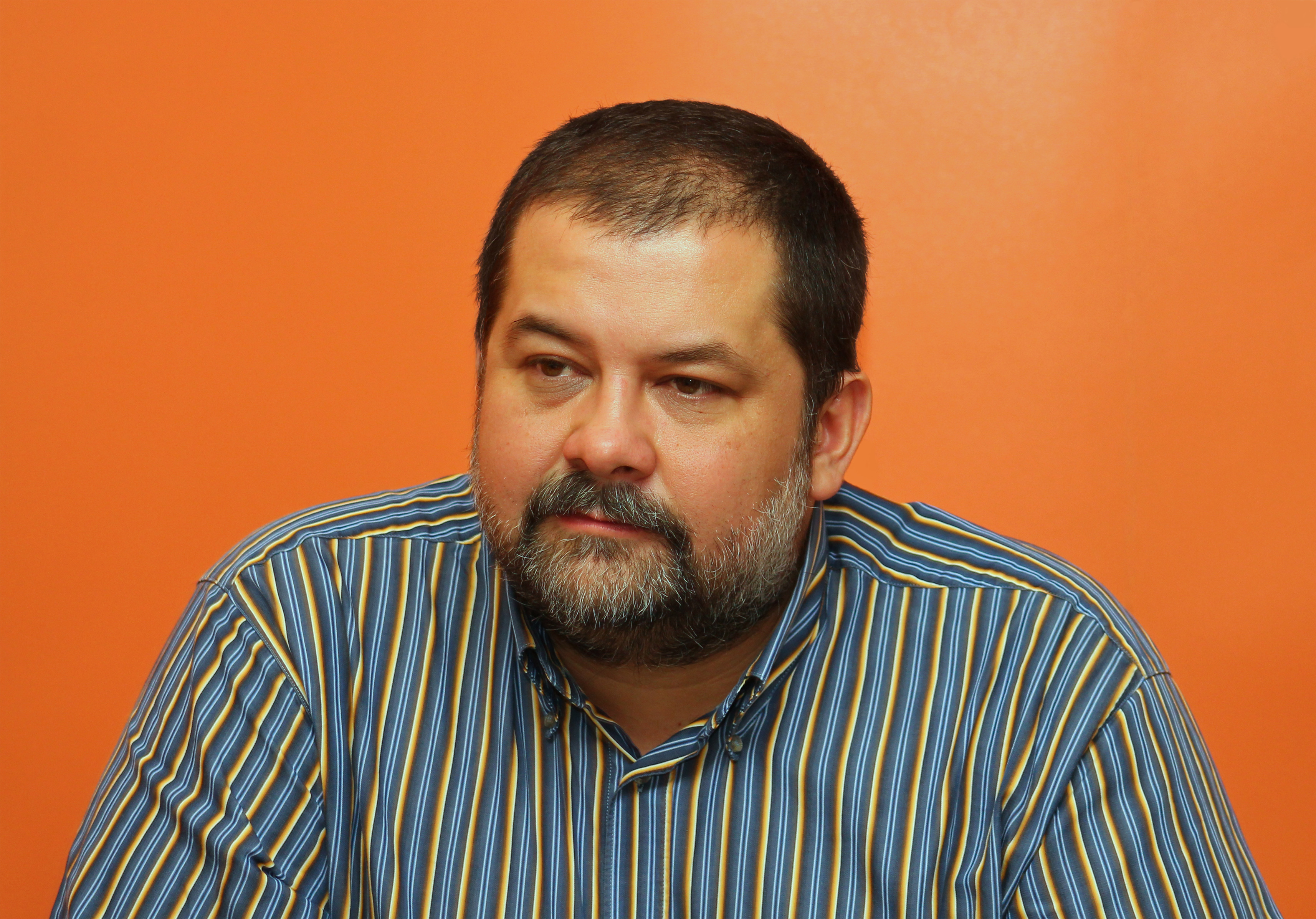
Сергей Лукьяненко

По словам самого Сергея Лукьяненко, он собирается интенсивно заняться дописыванием романа сразу же после того, как закончит роман Предел:
И я стал обдумывать этот сюжет. Человек среди Иных. «Человеческий Дозор». Антон Городецкий идет на работу… бла-бла-бла… Нет, чего-то не хватало. Слишком уж было тоскливо. В то же время вернуть ему магию я не мог. Я слишком твердо это сказал и не мог нарушить собственные правила для мира Иных. Никто и ничто не вернет Антон силу Иного… А потом я придумал. Ход был неожиданный и в то же время совершенно честный. Правила не нарушались. Я понял, что будет с Антоном, с Иными, со всем нашим миром. А значит, стало нужно написать эту книгу. «Вечный Дозор». «Человеческий Дозор». «Одиночный Дозор». Пока не знаю точно, как назову — можете советовать. Но последняя история Антона Городецкого и всех, кто шёл с ним рядом на протяжении шести книг, уже началась…
По информации, размещенной на странице писателя ВКонтакте 6 марта 2022 года, в связи с военным конфликтом России и Украины 2022 году. текст книги «Вечный Дозор» потребует дополнительной переработки, так как современная ситуация в России и мире сильно изменилась, по сравнению с событиями, о которых идет речь в книге:
Вот что точно не надо у меня спрашивать — это как продвигается «Иной (Вечный) Дозор». Потому что «дозорные» книжки принципиально писались в режиме «здесь и сейчас». То есть в каждой описан какой-то конкретный момент времени в жизни России и всего мира, там даже специально оставлялись метки, привязки к каким-то событиям. Ну и разумеется мир последней дозорной книжки уже изменился настолько принципиально, что я могу лишь развести руками — и начать перелопачивать текст.